# Lymantria destituta
Lymantria destituta este o specie de molii din genul Lymantria, familia Lymantriidae, descrisă de Otto Staudinger 1891 Conform Catalogue of Life specia Lymantria destituta nu are subspecii cunoscute.